# Who's Your Lady Friend?
Who's Your Lady Friend? is een Britse filmkomedie uit 1937 onder regie van Carol Reed.

## Verhaal
Een arts geeft zijn assistent de opdracht om een patiënte op te halen voor een ingreep. Zijn assistent haalt bij vergissing de verkeerde vrouw op. Wanneer zijn verloofde hem samen met de vrouw ziet, denkt ze meteen dat hij haar bedriegt. Ook de vrouw van de arts verdenkt haar man gelijk van overspel.

## Rolverdeling
| Acteur            | Personage       |
| ----------------- | --------------- |
| Frances Day       | Lulu            |
| Vic Oliver        | Dokter Mangold  |
| Betty Stockfeld   | Mevrouw Mangold |
| Romney Brent      | Fred            |
| Margaret Lockwood | Mimi            |
| Sarah Churchill   | Meid            |
| Marcelle Rogez    | Yvonne Fatigay  |
| Muriel George     | Mevrouw Somers  |